# Museo etnografico di Belgrado
Il Museo etnografico di Belgrado è situato a Belgrado, Serbia. Costruito nel febbraio 1901, il museo era già stato progettato in passato ma mai costruito. I primi oggetti etnografici furono importati in Serbia all'inizio del XIX secolo e nel 1844 alcuni di essi furono inclusi nella collezione del Museo Nazionale di Serbia.
Il museo custodisce più di 160000 oggetti, rappresentativi degli usi e della cultura rurale e urbana della popolazione balcanica, tra il  XIX e XX secolo.
Sono esposti costumi tradizionali, opere dell'artigianato, come merletti, ricami, gioielli, ceramiche, bicchieri. Una sezione è dedicata all'architettura e alle tecniche costruttive, con il passaggio dallo stile orientale ai modelli occidentali, e agli oggetti di uso quotidiano, nella abitazione contadina e in quella di città. Anche i giocattoli di fabbricazione artigianale e industriale, e i mezzi per il trasporto e gli ornamenti usati per gli animali da tiro testimoniano lo sviluppo tecnologico e i diversi livelli economici e sociali delle popolazioni.
La collezione di armi propone reperti che vanno dal neolitico, al periodo celtico, al medioevo, fino al XX secolo; sono esposti anche particolari strumenti musicali del XIX secolo.